# توم وارد
توم وارد (بالإنجليزية: Tom Ward)‏ هو مبارز بالسيف وممثل بريطاني، ولد في 11 يناير 1971 في المملكة المتحدة.

## أعمال

### أفلام
- (2000) الريشات[3]

## وصلات خارجية
- توم وارد على موقع IMDb (الإنجليزية)
- توم وارد على موقع ألو سيني (الفرنسية)
- توم وارد على موقع أول موفي (الإنجليزية)
- توم وارد على موقع قاعدة بيانات الأفلام السويدية (السويدية)
- توم وارد على موقع قاعدة بيانات الفيلم (الإنجليزية)
- توم وارد على موقع كينوبويسك (الروسية)